# 库洛姆
库洛姆（法語：Coulommes，法語發音：[kulɔm] ⓘ）是法国塞纳-马恩省的一个市镇，属于莫城区。

## 地理
库洛姆（48°53'29"N, 2°55'44"E）面积3.68 平方千米，位于法国法蘭西島大區塞纳-马恩省，该省份为法国北部内陆省份，北起瓦兹省，西接埃松省、马恩河谷省、塞纳-圣但尼省和瓦兹河谷省，南至卢瓦雷省，东南接约讷省，东临马恩省和奥布省，东北接埃纳省。
与库洛姆接壤的市镇（或旧市镇、城区）包括：桑西、沃库尔图瓦、布勒尔、布蒂尼、克雷西-拉沙佩勒。

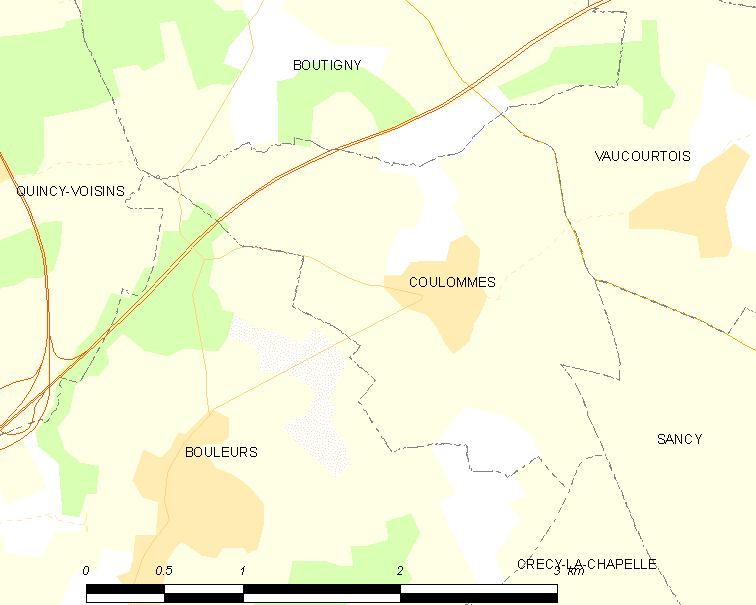
库洛姆的OSM定位图

库洛姆的时区为UTC+01:00、UTC+02:00（夏令时）。

## 行政
库洛姆的邮政编码为77580，INSEE市镇编码为77130。

## 政治
库洛姆所属的省级选区为塞里斯县。

## 人口

1962-2008年间库洛姆人口变化图示

库洛姆于2022年1月1日时的人口数量为534人。